# Jesse Moynihan

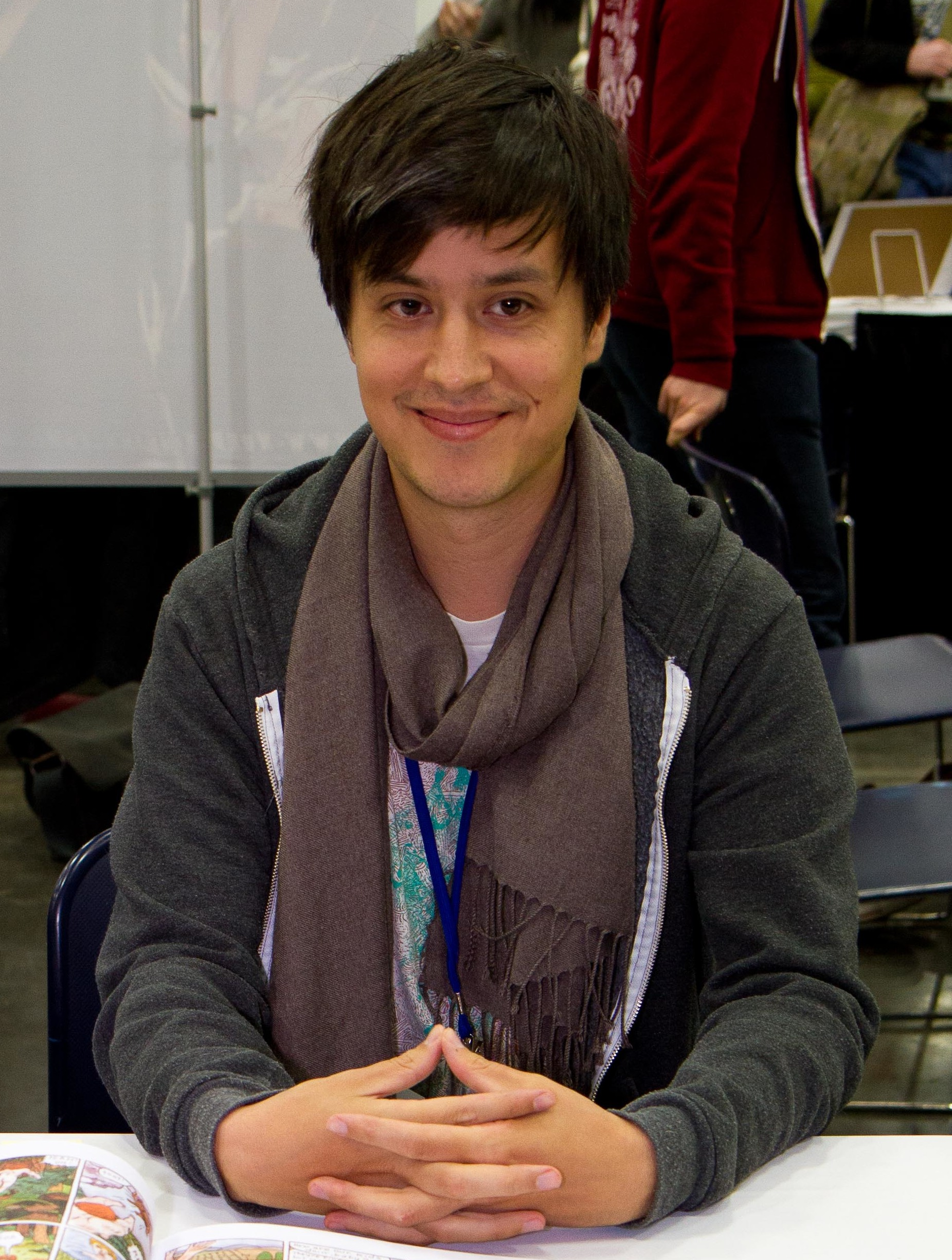

Jesse Moynihan (nascido em 04 de janeiro de 1978) é um artista americano, compositor e diretor que é mais conhecido por ser um escritor e artista de storyboard na série de televisão animada Adventure Time.